# 努恩州

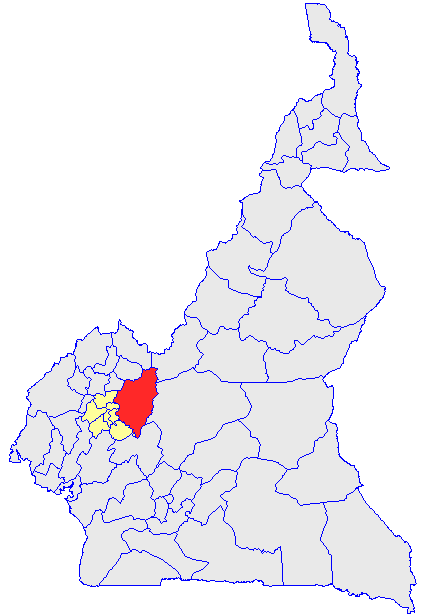

努恩州（法語：Noun），是喀麥隆的58個州份之一，位於該國西部，由西部區負責管轄，西南面是恩代州，面積7,687平方公里，2001年人口434,542，人口密度每平方公里56.5人。